# هلی آیزنبرگ
هَلی کیت آیزنبرگ (انگلیسی: Hallie Kate Eisenberg؛ زادهٔ ۲ اوت ۱۹۹۲) یک هنرپیشه اهل ایالات متحده آمریکا است. وی از سال ۱۹۹۸ میلادی تاکنون مشغول فعالیت بوده‌است.
او خواهرِ هنرپیشهٔ آمریکایی جسی آیزنبرگ است.

## گزیده فیلمشناسی
از فیلم‌ها یا برنامه‌های تلویزیونی که وی در آن نقش داشته‌است می‌توان به آثار زیر اشاره کرد.
- نفوذی (۱۹۹۹)
- مرد دویست ساله (۱۹۹۹)
- دختر خداحافظی (۲۰۰۴)
- کودک وحشی (فیلم) (۲۰۰۸)